# 富蘭克林 (加利福尼亞州默塞德縣)
富蘭克林（英語：Franklin）是位於美國加利福尼亞州默塞德縣的一個人口普查指定地區。

## 地理
富蘭克林的座標為37°19′40″N 120°31′56″W / 37.32778°N 120.53222°W，而該地最高點為海拔高度49米（即161英尺）。

## 人口
根據2010年美國人口普查的數據，富蘭克林的面積為5.205平方千米，均為陸地。當地共有人口6149人，而人口密度為每平方千米1,181人。